# Garden (canción de Globe)
«Garden» es el sencillo n.º 22 de la banda japonesa globe, lanzado al mercado el día 28 de marzo del año 2001 bajo el sello avex globe.

## Detalles
Este fue uno de los primeros sencillos de globe en estar orientados fuertemente a la música Trance, por lo que muchos de los que eran fieles a la banda desde sus inicios comenzaron a sentirse desorientados, y simplemente dejaron de seguir a la banda.
El sencillo no contiene la versión instrumental de "garden", el tema principal de la canción, y en cambio contiene versiones de otros temas que no son sencillos, y que están incluidos en sus versiones originales al interior del álbum outernet.

## Canciones
1. «Garden»
2. «Outernet» (Instrumental)
3. «Garden» (Instrumental)
4. «Angel's song» (Instrumental)

- Datos: Q8963485